# Esposizione Internazionale del Centenario dell'Indipendenza
L'Esposizione Internazionale del Centenario dell'Indipendenza (in portoghese Exposição Internacional do Centenário da Independência) fu un'esposizione che si svolse a Rio de Janeiro dal 7 settembre 1922 al 23 marzo 1923.
È stata la più importante esposizione internazionale realizzata fino ad oggi in Brasile.

## Paesi partecipanti
Parteciparono in totale 14 paesi di 3 continenti  . Dal Brasile arrivarono 6.013 espositori, che rappresentavano tutti gli stati federali. In totale vi furono 3 milioni di visitatori.

### Europa

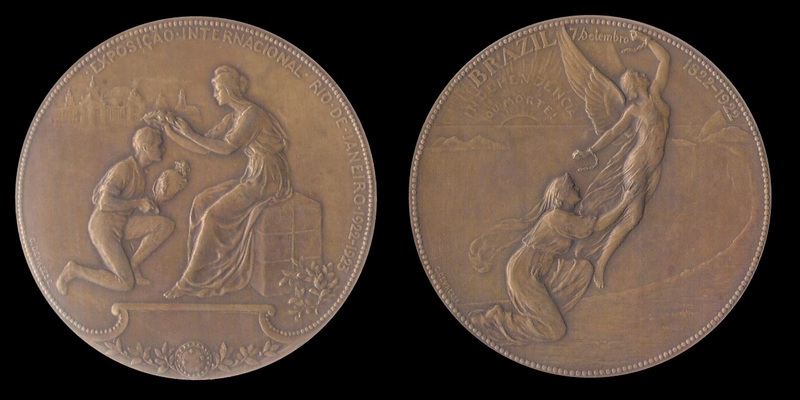
Medaglia dell'Esposizione, opera di Godefroid Devreese.

- Belgio
- Danimarca
- Francia
- Regno Unito
- Italia
- Norvegia
- Portogallo
- Svezia
- Rep. Ceca

### America
- Argentina
- Brasile
- Stati Uniti
- Messico

### Asia
- Giappone

## Padiglioni
Oltre ai padiglioni di ciascuno dei 13 paesi partecipanti e degli espositori di tutti gli stati del Brasile, l'esposizione era allestita nei seguenti padiglioni:
- Padiglione dell'Alimentazione;
- Padiglione dell'Amministrazione;
- Padiglione della Statistica;
- Padiglione delle Feste;
- Padiglione dell'Agricoltura e dell'Allevamento;
- Padiglione della Piccola Industria;
- Padiglione della Grande Industria;
- Padiglione della Caccia e della Pesca;
- Padiglione della Birreria Antartica;
- Padiglione dei Gioielli;
- Padiglione d'onore del Portogallo.